# Onomasticon
Onomasticon es la latinización de una palabra griega utilizada por los historiadores que abarca las composiciones compuestas por listas de palabras de ciertas categorías. Actualmente se usa a veces para referirse a los libros de nombres propios o vocabularios. 

## Onomástica egipcios
Los onomástica egipcios no son diccionarios ni enciclopedias porque no incluyen explicaciones sobre las palabras, aunque la selección y el orden de éstas proporcionan una guía sobre cómo entendían el mundo en el Antiguo Egipto. Salvo el papiro Tebtunis, solo incluyen nombres. Se cree que los onomástica tenían como función la enseñanza, ya que proporcionaban información sobre vocabulario y ortografía, pero no hay fuentes que lo avalen.  
- El más antiguo conocido es solo un fragmento, encontrado entre los papiros ramésidas del Museo Británico, datado en 1800 a. C.
- Papiro Tebtunis del siglo I o II que incluye verbos y sustantivos.
- El Onomasticon de Amenemipet es el único cuyo compilador firmó, y el más conocido pues se han encontrado varios fragmentos de distintas copias.[1]

## Onomástica clásicos
- Onomasticon de Julio Pólux, del siglo II a. C., del que se conserva el volumen X, aunque incompleto. Contiene términos sobre distintos temas: literatura, música y teatro, (con información sobre escenarios, máscaras y vestuario) y también vocabulario legal.[2]
- Onomasticon de Eusebio de Cesárea (siglo IV), con la descripción de todos los lugares que aparecen en la Biblia.[3]

## Onomástica modernos
- Onomasticon Cataloniae, de Joan Coromines, con 400.000 topónimos catalanes.[4]
- Onomasticon Vasconiae, de José María Jimeno Jurío, con topónimos del País Vasco.
- Onomasticon anglo-saxonicum, de William George Searle, una lista de nombres propios anglosajones usados entre la época de Beda y la del rey Juan.
- Onomasticon of the Hittite Pantheon, de  Ben van Gessel, una lista de los dioses hititas conocidos, así como sobre sus epítetos, santuarios, sacerdotes, lugares de culto, atributos y fiestas.